# Randolph Carpenter
William Randolph Carpenter (* 24. April 1894 in Marion, Marion County, Kansas; † 26. Juli 1956 in Topeka, Kansas) war ein US-amerikanischer Politiker. Zwischen 1933 und 1937 vertrat er den vierten Wahlbezirk des Bundesstaates Kansas im US-Repräsentantenhaus.

## Werdegang
Randolph Carpenter besuchte die öffentlichen Schulen seiner Heimat und studierte danach bis 1917 an der University of Michigan in Ann Arbor Jura. Nach seiner im selben Jahr erfolgten Zulassung als Rechtsanwalt begann er in Marion in seinem neuen Beruf zu arbeiten. Außerdem bewirtschaftete er die familieneigene Farm. Während des Ersten Weltkrieges war er seit Anfang 1918 als Soldat eines Infanterieregiments in Frankreich eingesetzt. Er war an der Meuse-Argonne-Offensive beteiligt und erreichte den Dienstgrad eines Oberleutnants. Carpenter blieb bis zu seiner ehrenhaften Entlassung am 8. Mai 1919 beim Militär.
Carpenter wurde Mitglied der Demokratischen Partei. Zwischen 1925 und 1933 saß er im Schulrat der Stadt Marion; von 1929 bis 1933 war er Abgeordneter im Repräsentantenhaus von Kansas. 1932 wurde er im vierten Distrikt von Kansas in das US-Repräsentantenhaus in Washington, D.C. gewählt, wo er am 4. März 1933 die Nachfolge des Republikaners Homer Hoch antrat. Sein Wahlsieg war Teil eines bundesweiten Trends zu Gunsten der Demokraten, der seinen Höhepunkt in der Wahl von Franklin D. Roosevelt zum US-Präsidenten fand. Nach einer Wiederwahl im Jahr 1934 konnte Carpenter bis zum 3. Januar 1937 zwei Legislaturperioden im US-Kongress absolvieren. Im Jahr 1936 verzichtete er auf eine weitere Kandidatur. Während seiner Zeit im Repräsentantenhaus wurden viele der New-Deal-Gesetze im Kongress beraten und verabschiedet.
Nach dem Ende seiner Zeit im Kongress arbeitete Carpenter wieder als Rechtsanwalt. Zwischen 1945 und 1948 war er Bundesstaatsanwalt für den Bezirk Kansas. Im Jahr 1948 kandidierte er erfolglos für das Amt des Gouverneurs von Kansas. Zwischen 1950 und 1952 war er Mitglied der Bundesbehörde United States Motor Carrier Claims Commission. Der mit Helen Frances Williams (1896–1994) verheiratete Politiker starb am 26. Juli 1956 in Topeka, der Hauptstadt von Kansas, und wurde in Marion beigesetzt.